# Teologia Ash'arită
Teologia ashՙarită (arabă: الاشعرية, al-ašՙariyya), după declinul muՙtazilismului, ajunge să fie apreciată, alături de maturidism, drept cea mai importantă școală teologică sunnită, fiind agreată îndeosebi de către adepții școlilor de jurisprudență șafeite și malekite. Influența învățăturilor ashՙarite încă își face simțită prezența în cadrul gândirii moderne.
Numele acestei școli provine de la întemeietorul ei, Abū al-Ḥasan al-Ašՙari, care, născut la Basra, își face debutul ca un muՙtazilit, renunțând, ulterior, la doctrina menționată în favoarea unei abordări intermediare între raționalism și tradiționalism. Acesta încearcă să realizeze o sinteză între rațiune și revelație.
Printre cei mai importanți teologi ashՙariți se numără Imam Nawawi, Ibn Hajar al-Asqalani, Ibn al-Jawzi, al-Ghazali, al-Suyuti, Izz al-Din ibn 'Abd al-Salam, Fakhr al-Din al-Razi, Ibn 'Asakir, al-Subki, al-Taftazani, al-Baqillani, și al-Bayhaqi.

## Fondator

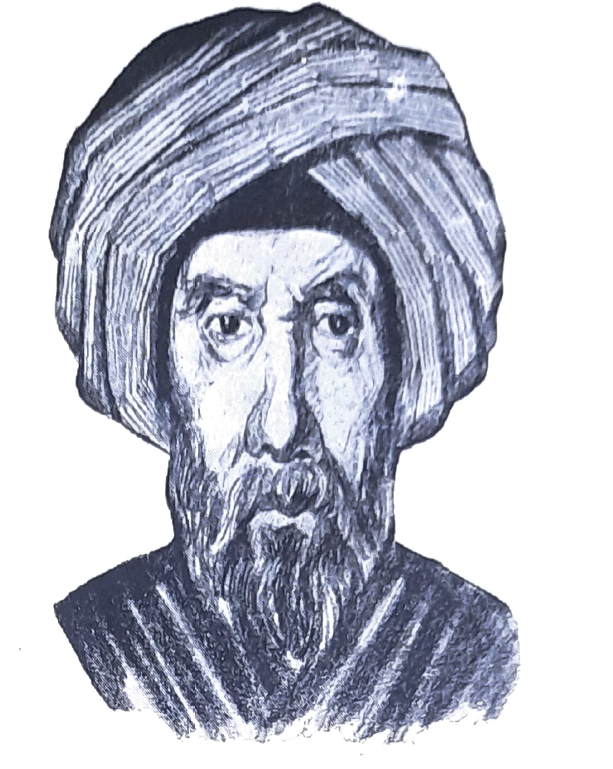
Teologul Abū al-Ḥasan al-Ashʿarī, fondatorul școlii teologice ash‘arite.

Abū al-Ḥasan ՙAlī ibn Ismāՙīl al-Ašՙarī (d. 936, la Bagdad), teolog, personalitate eponimă și fondator al școlii teologice ashՙarite se naște la Basra, în Irak, în anul 873. Acesta este un descendent al lui Abū Mūsā al-Ašՙarī, unul dintre companionii Profetului și fost guvernator al Irakului. Al-Ašՙarī studiază dreptul și, ulterior, teologia la Basra - un important centru intelectual al vremii -  sub îndrumarea lui Abū ՙAlī al-Ğubbā’ī (d. 915), un teolog muՙtazilit de frunte. Se spune că acesta a fost un strălucit discipol al său, care și-a dedicat o bună parte din viața sa studiind în mod asiduu doctrina muՙtazilită.
Sub îndrumarea lui Abū ՙAlī al-Ğubbā’ī, al-Ašՙarī trăiește o etapă majoră a evoluției teologiei speculative. Astfel că, alături de Abū ՙAlī și Abū al-Qāsim al-Kaՙbī al-Balḫī (d. 931) a formulat cadrul doctrinar necesar întemeierii școlilor muՙtazilite de la Basra și de la Bagdad.
Al-Ašՙarī, în a doua parte a evoluției sale intelectuale, contestă tendințele raționaliste ale școlii muՙtazilite, evitând, în același timp abordarea strict-literală pe care au manifestat-o tradiționaliștii, abordare caracteristică școlii hanbalite. Astfel, acesta elaborează o sinteză a celor două perspective teologice antitetice, cea raționalistă, și cea bazată pe tradiție.
Precum am menționat anterior, în jurul anului 912, se pare că al-Ašՙarī a fost obiectul unei transformări spirituale, abandonând, așadar, doctrina muՙtazilită, în favoarea școlii tradiționaliste hanbalite. Acesta începe să frecventeze diverse cercuri de studiu ale unor juriști sunniți, și cade sub influența a trei importanți savanți tradiționaliști, ՙAbdallah ibn Kullāb (d. 854), al-Ḥariṯ ibn Asad al-Muḥāsibī (d. 857) și Abu al-ՙAbbās al-Qalānissī (d. 868-869). În ceea ce privește jurisprudența, el era un adept al școlii șafeite de jurisprudență, cu toate că îi purta un respect considerabil și lui Ibn Hanbal.
Detașarea sa de doctrina școlii muՙtazilite a avut loc din varii motive. Conform unor surse, premergător acestui eveniment, a petrecut două săptămâni în singurătate, analizându-și propriile convingeri, pe care a ajuns să le aprecieze a fi în dezacord cu raționalismul muՙtazilit. Totodată, alte surse indică faptul că al-Ašՙarī s-a retras din rândul muՙtaziliților atunci când Profetul i-a apărut de trei ori în vis, îndemnându-l să apere tradiția islamică (sunna), și l-a asigurat de faptul că va primi îndrumarea divină și sprijin pentru îndeplinirea acestui demers. Cu toate acestea, al-Ašՙarī a folosit, fără îndoială, arma proprie a muՙtazilismului împotriva acestora, respectiv teologia speculativă (kalām).
Al-Ašՙarī a ajuns să apere elementele non-raționale ale credinței atunci când a considerat că, din cauza raționalismului excesiv întruchipat de mu‘taziliți, Dumnezeu a fost transformat într-o simplă abstracțiune, iar viața a devenit un șir neînsemnat de coincidențe.
Acesta avea circa 40 de ani în momentul în care s-a distanțat de doctrina muՙtazilită, și a continuat să trăiască, pentru o perioadă, la Basra, în ciuda ostilităților din partea foștilor săi companioni, până a se stabili, în final, la Bagdad, unde a rămas până la sfârșitul vieții sale.
În ciuda presupusei sale admirații pentru Aḥmad ibn Ḥanbal, el nu câștigă considerația și simpatia tradiționaliștilor, ci doctrina sa este respinsă de hanbaliții ultra-conservatori. Al-Ašՙarī moare în prima parte a secolului al X-lea, iar, după aceea, are loc o lungă perioadă de tăcere. Ulterior, spre mijlocul secolului al XI-lea, urmașii doctrinei sale, ašՙariții, aveau să fie urmăriți și persecutați.

## Istoric
Conform istoriografiei, ashՙarismul debutează cu gestul lui Abū al-Ḥasan al-Ašՙarī de a se desprinde din sânul doctrinei teologice muՙtazilite, adoptând, într-o primă etapă, o bună parte dintre principiile taberei adverse, cea a tradiționaliștilor. Ulterior, acesta reușește să formuleze o sinteză echilibrată între cele două curente teologice, devenind, până în ziua de astăzi cea mai mare școală de teologie care se încadrează perfect în ceea ce numim ortodoxia sunnită.
În cadrul generației succesoare lui al-Ašՙarī, nu a existat niciun savant care să promoveze în mod considerabil învățăturile școlii. Ashՙarismul s-a extins foarte mult spre est, grație faptului că o bună parte dintre discipolii lui al-Ašՙarī proveneau din Nișapur, centrul intelectual și economic al Khorasanului.
În următoarea generație, cea de la finalul secolului al X-lea, trei teologi au avut uriașe contribuții la expansiunea și consolidarea doctrinei acestei școli: Abū Bakr Ibn Fūrak (d. 1015), Abū Isḥāq al-Isfarāynī (d. 1020) și Abū Bakr al-Bāqillānī (d. 1013). Aceștia au studiat teologia sub îndrumarea fostului discipol al lui al-Ašՙarī, Abū al-Ḥasan al-Bāhilī (d. 980). Totodată, precum menționează Thiele J. (2016) ei au meritul de a așeza fundațiile unei diversități crescânde în cadrul ashՙarismului. În acest sens, lucrarea intitulată „Kitāb al-Tamhīd” al lui Abū Bakr al-Bāqillānī a pus bazele, în mod sistematic, principiilor fundamentale ale ashՙarismului, proces desăvârșit, ulterior, de ՙAbd al-Qāhir al-Baghdadi, și încheiat de al-Juwayni prin opera sa, „Kitāb al-՚Iršād”.
După ce selgiucizii au cucerit orașul Nișapur în anul 1037 – unde se afla faimosul teolog Abū al-Maՙālī al-Juwaynī (d. 1085), al cărui tată a avut contribuții substanțiale în cadrul ashՙarismului din Khorasan – teologia ashՙarită a avut de suferit. În acest sens, vizirul Tughril Beg a impus o politică anti-șafeită și, totodată, a declarat doctrina ashՙarită drept o inovație ilegitimă. Odată cu venirea vizirului Nizam al-Mulk (d. 1092) la conducere, atitudinea selgiucizilor față de ashՙarism s-a schimbat în totalitate, întrucât, vizirul amintit, șafeit fiind, avea o predilecție favorabilă ashՙarismului, înființând colegii de orientare ashՙarită în Irak, Peninsula Arabică și Persia. Acesta a promovat savanți ashՙariți remarcabili, precum Abū al-Maՙālī al-Juwaynī, Abū Bakr Aḥmad b. Muḥammad al-Fūrakī (d. 1085), cu precădere prin intermediul prestigioaselor madrase din cadrul renumitei instituții de învățământ superior, Niẓāmiyya.
De-a lungul secolelor VI-XII, ashՙarismul intră într-o nouă etapă, marcată de influența filozofiei aivcenniene, asociată lui Abū Ḥāmid al-Ġazālī (d. 1111).
După cum sugerează diverși observatori, istoria ashՙarismului poate fi împărțită în două etape, generația de teologi de dinainte și după al-Ġazālī, întrucât el este cel care introduce filosofia avicenniană în cadrul doctrinei ashՙarite. În acest context, Ibn Ḫaldūn (d. 808/1406) îi numește „al-mutaqaddimūn” (tr.a.: „[generația] precedentă”) și „al-muta’aḫḫirūn” (tr.a.: „[generația] ulterioară”). Prima perioadă mai este cunoscută în literatura modernă de specialitate sub denumirea de „ashՙarismul clasic”. Cu toate acestea, precum indică Thiele J. (2016: 297) reprezentanții ashՙarismului clasic nu au lansat un sistem ideologic unitar, având în vedere faptul că doctrina ashՙarită a fost obiectul multor rectificări pe parcurs.
În linii mari, procesul de perfecționare al ideologiei ashՙarite încă este în desfășurare. Se poate afirma faptul că, prin tendința sa de a căuta calea de mijloc între muՙtazilism și tradiționalism, ashՙarismul a ajuns să domine scena teologică din cadrul lumii islamice sunnite. Astfel că, malekiții și șafeiții au devenit, din punct de vedere teologic, ashՙariți, în vreme ce o mare parte dintre hanafiți au devenit maturidiți.

## Credințe de bază
De îndată ce Abū al-Ḥasan al-Ašՙarī s-a desprins de ideologia muՙtazilită, al cărei adept fusese, devine un simpatizant al tradiționalismului, în frunte cu Aḥmad ibn Ḥanbal, fapt ce se reflectă în lucrarea sa, „al-՚Ibana ՙan ՚Uṣūl ad-Diyāna”. Pe de altă parte, precum evidențiază Makdisi G., în cadrul „Istiḥsān al-Ḫawḍ fī ՙilm al-Kalām”, este descris drept un promotor plin de zel al științei kalām-ului, aspect incompatibil calității sale de savant tradiționalist.
Judecând după ideile exprimate în scrierea sa, „al-՚Ibana ՙan ՚Uṣūl ad-Diyāna”, conform cărora Dumnezeu posedă un chip, ochi și mâini, precum și că vorbele divine sunt necreate, iar Dumnezeu va putea fi văzut în Viața de Apoi, Ignaz Goldziher concluzionează în mod decisiv faptul că al-Ashՙari nu avea nimic de a face cu ceea ce astăzi înțelegem prin „ortodoxia ashՙarită”, și că orientarea sa teologică era în mod limpede hanbalită.
Cu toate acestea, comparându-l pe al-Ashՙari, cel din lucrarea „al-՚Ibana ՙan ՚Uṣūl ad-Diyāna”, cu felul în care este descris de către al-Juwaynī, drept un raționalist cu desăvârșire, Wensinek ajunge la concluzia că firea sa este marcată de contradicții. În acest sens, argumentele raționale din „Kitāb al-Lumaՙ” contrastează cu abordarea textuală pe care al-Ashՙari și-o asumă cu alte ocazii.
De remarcat este faptul că școala ashՙarită, precum toate școlile teologice, nu aveau o viziune singulară și unitară, ci întotdeauna au existat discrepanțe între savanții ashՙariți în privința anumitor doctrine sau detalii.

### Coranul
În viziunea ashՙarită, precum și în cea aṯarită, Coranul este cuvântul etern și necreat al lui Dumnezeu. Cu toate acestea, ei fac distincția între cuvântul etern al lui Dumnezeu, inerent Esenței Sale, și manifestările materiale ale acestuia, contingente limbajului uman, fie că este scris sau pronunțat. În acest sens, Coranul scris și pronunțat este creat și format din simboluri și reprezentări temporale ale acelui discurs etern.
Ashՙariții, afirmând faptul că pronunțarea (lafẓiyya) cuvântului lui Dumnezeu este o creație, în vreme ce obiectul recitării (maqrū’) este necreat, se situează, în această privință, pe o poziție de mijloc între ideologia hanbalită și cea muՙtazilită.

### Atotputernicia lui Dumnezeu
Deși ashՙariții afirmă faptul că Dumnezeu este Atotcunoscător și Atotputernic, și că totul este creat de El, aceștia nu cred în predestinarea totală (ğabr). Astfel, ei adoptă doctrina achiziției (kasb), conform căreia omul nu deține puterea de a produce și de a duce la bun sfârșit o acțiune, această capacitate revenindu-i doar lui Dumnezeu. Mai curând, i se oferă abilitatea de a alege în mod liber între bine și rău, devenind responsabil pentru alegerile sale. Ei clasifică această capacitate în două tipuri: originală și derivată. Dumnezeu este singurul care deține puterea de a crea, în vreme ce omul are o putere derivată, care nu poate crea o acțiune în sine. Oamenii sunt „locusul” puterii creatoare a lui Dumnezeu, care duce la bun sfârșit alegerile pe care aceștia le fac. De aici, omul este răsplătit pentru că a ales binele, sau pedepsit pentru că a ales răul. 
Cu alte cuvinte, aceasta nu este nici o doctrină a autonomiei totale (qadar), și nici a determinsimului (ğabr), precum afirmă al-Qushayri. Toate faptele, fie bune sau rele, sunt create de Dumnezeu (37:96) iar omul își însușește faptele respective prin selecție (iḫtiyār). Cu alte cuvinte, fiecărui om îi este oferită puterea (qudra) de a alege o cale, fiind responsabil, în Ziua Judecății, pentru alegerile asumate. Crearea (ḫalq) actului în sine îi revine doar lui Dumnezeu. Precum afirmă și al-Šahrastānī: „Fapta unei persoane trebuie să îi fie atribuită propriei sale puteri, deși nu în sensul de a o crea și de a o duce la bun sfârșit”.15 În acest fel, sistemul ashՙarit reușește să mențină monoteismul (tawḥīd), puterea și voia Domnului (qadar), precum și răspunderea omului în Ziua Judecății.

### Atributele lui Dumnezeu
În ceea ce privește versetele antropomorfe din Coran (55:27, 48:10, 7:54), Al-Ashՙari, precum Aḥmad ibn Ḥanbal (d. 855) alege să le accepte fără a încerca să le înțeleagă în afara descrierii lor în Coran și în tradiție (bilā kayf). În acest sens, Al-Qušayrī afirmă: „Dumnezeu este descris ca având două mâini (38:75), acestea fiind niște atribute a căror realitate o susținem pe baza revelației”. Totuși, alți savanți, precum al-Baqillānī, al-Juwaynī și al-Ġazālī au considerat că aceste versete trebuie înțelese în mod metaforic. Al-Juwayni afirmă: „din punctul nostru de vedere, mâinile [ale lui Dumnezeu] trebuie interpretate drept putere, ochii drept viziune și chipul drept existența Sa”.
În general, ashՙariții pun accentul pe șapte atribute (ṣifāt ḏātiyya) esențiale ale lui Dumnezeu, respectiv putere, cunoaștere, viață, voință, cuvânt, auz, văz.
Confruntându-se cu dificultatea de a interpreta expresii precum „mâna lui Dumnezeu” (38:75), chipul lui Dumnezeu” (55:27), al-Ashՙari nu pune la îndoială realitățile la care acestea fac referire, dat fiind faptul că sunt afirmații coranice. Totuși, încă o dată, el alege calea de mijloc, evitând atât o interpretare literală în exces, cât și hermeneutica alegorică.

### Statutul credinciosului
În privința statutului credinciosului, ashՙariții sunt de părere că adevărata credință (՚īmān) se regăsește doar în suflet, cuvintele și faptele fiind simple „ramuri ale credinței”, cu toate că aceștia admit faptul că nesupunerea față de poruncile lui Dumnezeu rămâne un fapt demn de pedepsit. Al-Šahrastānī: „Al-Ash‘ari afirmă faptul că <՚īmān> înseamnă credință interioară; cât despre manifestarea ei verbală și practicile exterioare, acestea sunt „ramuri” ale credinței”.21
Contrar teologiei ashՙarite, tradiționaliștii sunt de părere că credința crește și scade în raport cu îndeplinirea obligațiilor rituale, cum ar fi cele cinci rugăciuni zilnice, conform al-Juwayni.
Totodată, ashՙarismul neagă doctrina muՙtazilită conform căreia o persoană se poate situa într-o poziție intermediară, nefiind nici credincios, și nici necredincios. Aceștia sunt de părere că musulmanii pot fi păcătoși și să primească, totuși, iertarea lui Dumnezeu, cu condiția să nu își abandoneze credința înainte sau după săvârșirea păcatului.

### Taqlīd
Doctrina ash‘arită respinge noțiunea de taqlīd, întrucât fiecare credincios are datoria de a cerceta în mod individual argumentele și doctrinele religioase. În acest context, al-Ashՙari chiar afirmă faptul că un muqallid (adept al taqlīd-ului) este un necredincios, deoarece „credința adevărată” trebuie să se bazeze pe argumente raționale (istidlāl).